# Pete Townshend

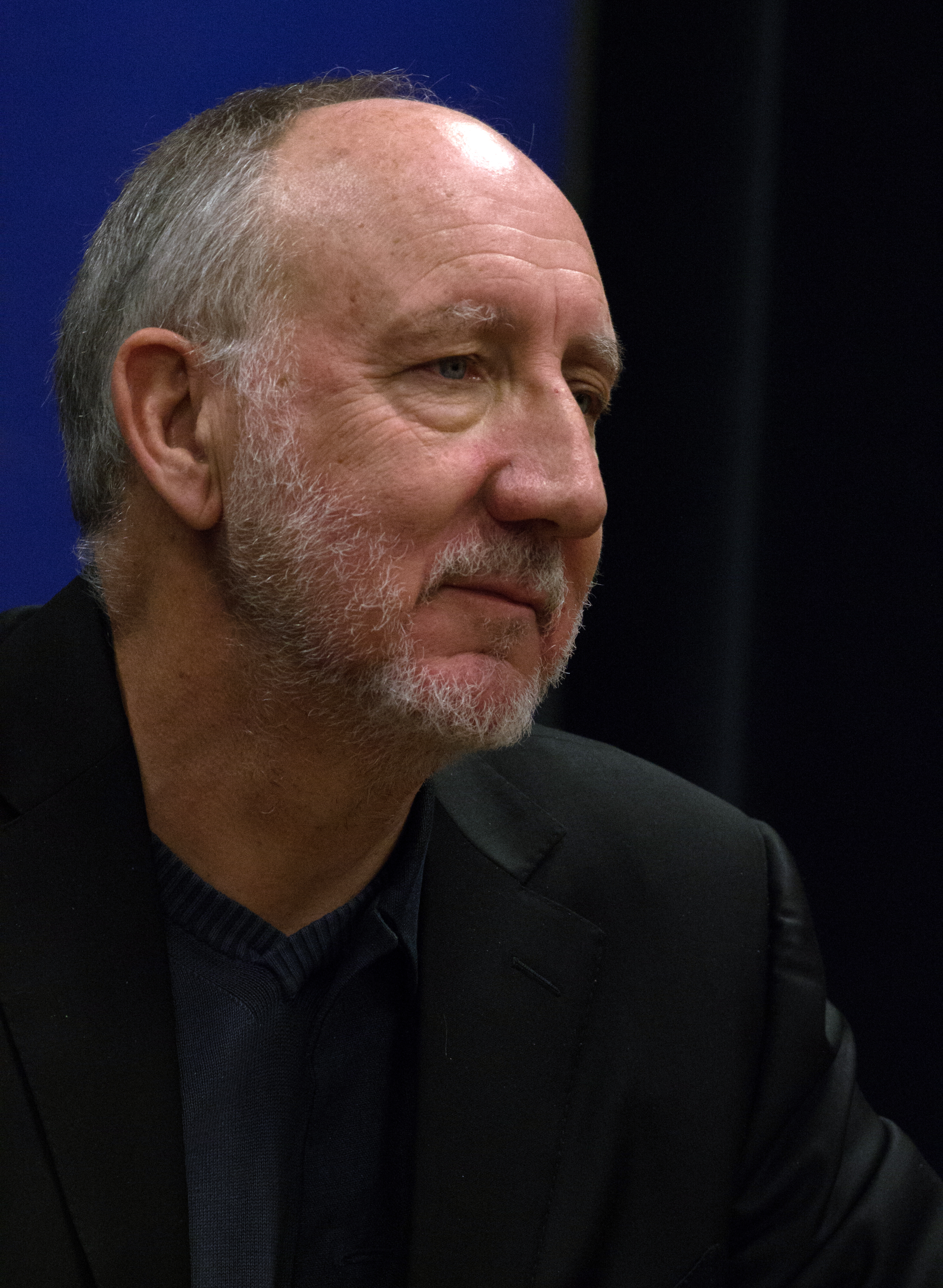
Pete Townshend (2012)

Peter Dennis Blandford „Pete“ Townshend (/⁠ˈtaʊns.ɛnd⁠/, * 19. Mai 1945 in Chiswick, London) ist ein britischer Musiker und Kopf der Rockband The Who. Er verfasste den Großteil der Songs der Gruppe, spielt auf den Alben E-Gitarre, gelegentlich auch Keyboards und singt Background. Berüchtigt waren in den 1960er- und 1970er-Jahren seine Live-Auftritte, an deren Ende er gemeinsam mit dem The-Who-Schlagzeuger Keith Moon oft das Instrumentarium der Band zerstörte. Sein aggressiver Gitarrenstil beeinflusste die Entwicklung der Musikstile Hard Rock, Heavy Metal und Punk.

## Leben

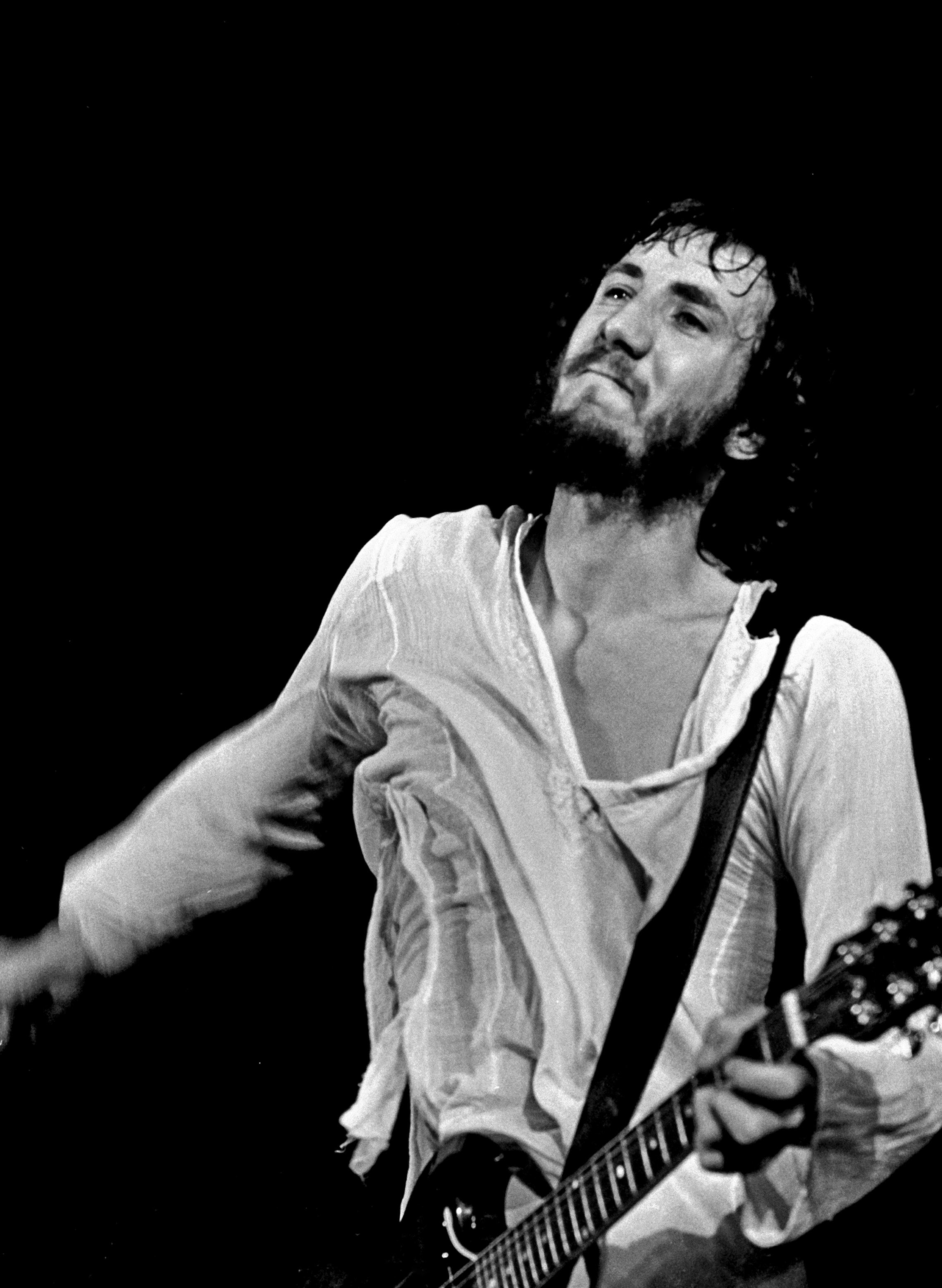
Pete Townshend in Hamburg (1972)

Pete Townshend wurde als erster Sohn des Big-Band-Saxofonisten Cliff Townshend und der ehemaligen Sängerin Betty Vera Dennis geboren. Schon während der Schulzeit stieg er in die Schulband seines Freundes John Entwistle, mit dem er von 1956 bis 1960 die Acton Country Grammar School im Municipal Borough of Acton im heutigen Londoner Stadtbezirk London Borough of Ealing besuchte, ein. Ihr erster gemeinsamer Auftritt fand 1959 in einem kirchlichen Jugendklub in Acton statt. Die Band nannte sich The Confederates und war ein Dixieland-Quartett mit Townshend am Banjo und Entwistle als Bläser.
Nach den Confederates und anderen kurzlebigen Formationen wechselte Entwistle, nunmehr mit einem selbstgefertigten Bass ausgestattet, zu The Detours, einer Skiffle-Band mit dem Blechschweißer Roger Daltrey als Frontmann. Townshend folgte dem Freund auf dessen Fürsprache. Zu dieser Zeit studierte Townshend tagsüber Kunst. Als The High Numbers kam es zu ersten erfolglosen Single-Veröffentlichungen. Unter der Führung Townshends entstanden daraus The Who. Townshend wurde zum Songwriter der Gruppe und schrieb über 100 Lieder, die auf den zehn Studioalben der Band erschienen.
Eine wichtige Quelle der Inspiration für viele seiner Arbeiten war Townshends Glaube an den indischen Guru Meher Baba, der Elemente des Buddhismus und Sufismus (islamische Mystik) mit christlichen Konzepten verband.
Neben seiner Arbeit mit The Who war Townshend als Solokünstler aktiv. Ab 1969 nahm er acht Studioalben sowie drei religiöse Alben auf. Zwischen 1969 und 1977 arbeitete Townshend eng mit Ronnie Lane, dem Bassisten der Small Faces, zusammen, der ebenfalls ein Anhänger Meher Babas war. Ebenfalls als Seitenprojekt zu The Who war die Gründung der Band Thunderclap Newman zu sehen, deren einziges Album Hollywood Dream (1970) mit Something in the Air sogar einen Nummer-1-Hit im Vereinigten Königreich hatte, was nicht einmal The Who gelang. Aufgrund von Differenzen während der darauf folgenden Tour löste sich die Band jedoch bald wieder auf.
Townshends Drogen- und Alkoholkonsum nahm Ende der 1970er-Jahre massiv zu. 1981 starb er fast an einer Überdosis. Seine Alkoholprobleme thematisierte er 1980 auf seinem Soloalbum Empty Glass.
Townshend nahm auch acht Livealben auf, darunter eines zusammen mit Deep End, einer Gruppe, die nur für drei Livekonzerte und eine Fernsehshow bestand, um Geld für Drogenabhängige zu sammeln. 1984 veröffentlichte Townshend unter dem Titel Horse’s Neck eine Sammlung von Kurzgeschichten. Zudem tauchten Gerüchte auf, er wolle eine Autobiografie schreiben. 1993 schrieb er zusammen mit Des MacAnuff eine Broadway-Adaption des The-Who-Albums Tommy sowie ein etwas weniger erfolgreiches Musical auf Basis seines Soloalbums The Iron Man. MacAnuff setzte später dieses Musical in dem Zeichentrickfilm The Iron Giant um.
2003 begann Pete Townshend mit der Veröffentlichung einer literarischen Fortsetzungsgeschichte im Internet unter dem Titel „The Boy Who Heard Music“. In ihr beschreibt ein fiktiver Erzähler namens Ray High die Story von drei befreundeten Jugendlichen, die die Band GLASS HOUSEHOLD gründen, mit der sie in den 1980er-Jahren erfolgreich Popmusik veröffentlichen, bevor sie sich komplexeren musikalischen Dingen widmen. High erzählt die Geschichte im Jahre 2035, als er (selbst an Alzheimer erkrankt) seine Erinnerungen vor dem Verschwinden bewahren will. Inzwischen sind im Internet mehr als zwanzig Kapitel des virtuellen Buches erschienen.

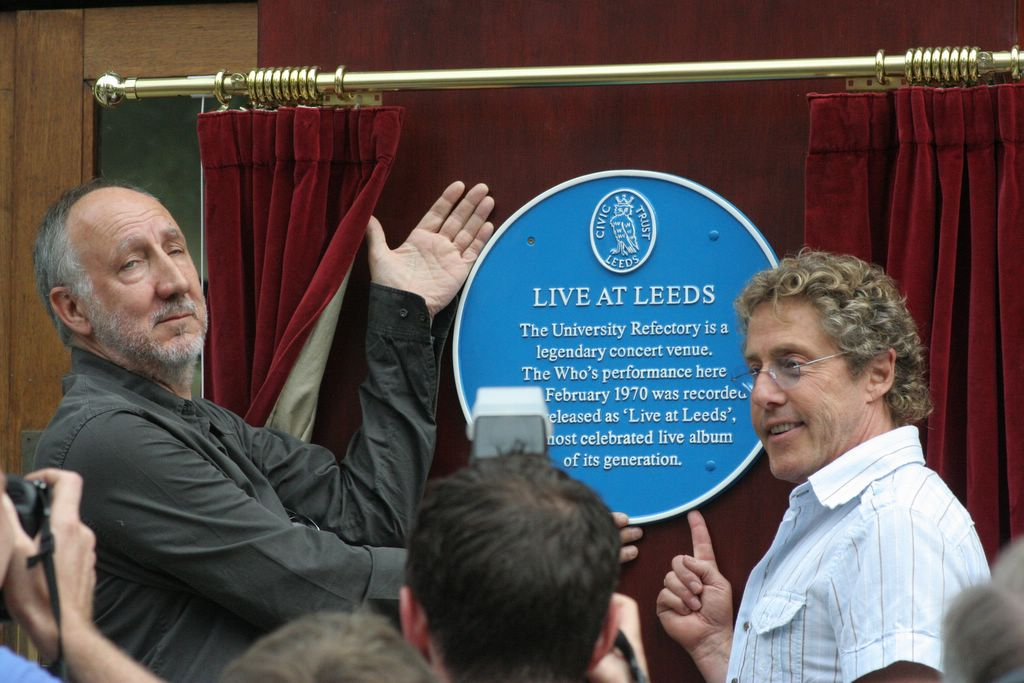
Pete Townshend (links) mit Roger Daltrey in Leeds (Juni 2006)

Anfang des Jahres 2006 warnte Townshend über die Presse davor, dass er durch zu weit aufgedrehte Kopfhörer in seiner langen Studioarbeit schwere Hörprobleme davongetragen habe. Er sei gezwungen, zwischen einzelnen Studioeinspielungen jeweils Ruhepausen von mindestens 36 Stunden einzulegen, damit seine strapazierten Ohren sich wieder regenerieren könnten.
Townshend lebt heute in Richmond upon Thames (England). Er war von 1968 bis 2000 mit Karen Astley, der Tochter des Komponisten Edwin Astley, verheiratet und hat mit ihr drei Kinder.
Townshend leidet an starker Schwerhörigkeit und Tinnitus und ist sich sicher, dass dies das Ergebnis der lauten Musik ist, der er sich zeitlebens ausgesetzt hat. Beispielsweise wird das Konzert im Charlton Athletic Football Club in London vom 31. Mai 1976 im Guinness Book of Records als lautestes Konzert aller Zeiten aufgeführt. In einer Entfernung von 32 Metern von der Bühne wurden 126 dB gemessen. Den Beginn seiner Hörprobleme sieht er beim explodierenden Drumset von Keith Moon während der The Smothers Brothers Comedy Hour 1967.
Im März 2019 kündigte Pete Townshend seine Buchveröffentlichung The Age of Anxiety für November an.

### „Operation Ore“ und polizeiliche Ermittlungen
2003 wurde im Rahmen der Operation Ore, einer groß angelegten Razzia gegen Kinderpornoringe, die Kreditkartennummer von Pete Townshend bei einer Seite mit kinderpornografischem Material entdeckt. Daraufhin gab Townshend zu, zu Recherchezwecken seine Kreditkartennummer im Internet bei einem kommerziellen Kinderpornografie-Angebot eingegeben zu haben. Im Mai 2003 erhielt er von der Polizei eine Verwarnung; Townshend wurde für fünf Jahre auf das Sex Offenders Register gesetzt, das ihm zur Auflage macht, sich einmal im Jahr und bei Umzug bei der Polizei zu melden. Inzwischen hat sich die Operation Ore als Fehlschlag herausgestellt; unabhängige Experten hatten die beschlagnahmte Landslide-Webseite rekonstruiert, jedoch keine Kinderpornografie gefunden.

## Musik

### Gitarre
Obwohl Townshend immer unzufrieden mit seinem Gitarrenspiel war, besonders mit seinen Soli, gilt er als ein einflussreicher Gitarrist, besonders als Rhythmusgitarrist. Innovativ war sein Einsatz von Verzerrung und Feedback auf dem ersten Album von The Who, My Generation, insbesondere auf dem Titelstück. Solch brachiale Gitarrenklänge waren vorher nur von den Kinks (You Really Got Me oder All Day and All of the Night, beide 1964) zu hören gewesen. Neben Ray und Dave Davies bereitete Townshend damit den Weg für aggressive Gitarrensounds Ende der 1960er-Jahre, Anfang der 1970er-Jahre, die über Jimi Hendrix und die Band Cream schließlich zur Entwicklung der Musikstile Hard Rock und Heavy Metal führte. Hendrix ließ sich von seinen Bühnenauftritten inspirieren, die oft mit der Zerstörung der Gitarre endeten. Daneben ist Townshends Bühnenshow bekannt, die Gitarre mit einer Drehbewegung des ausgestreckten Armes anzuschlagen („Windmühlen-Technik“). Diese Technik hat er sich laut eigener Aussage 1963 von Keith Richards abgeschaut, der diese Bewegungen als Lockerungsübung vor einem Auftritt hinter dem Vorhang der Bühne ausübte.
Auf späteren Alben der Band (unter anderem Tommy) demonstriert er seine Akustikgitarrentechnik, die aus Elementen des Flamencos und des Rock zusammengesetzt ist. Herausragend sind ebenfalls seine langen, solistisch vorgetragenen Rhythmusgitarren-Improvisationen auf dem Live-Album Live at Leeds.
Mit den Jahren hat sich auch sein Solospiel gewandelt. Zu Anfang war Townshend stark auf Rhythmus und Riffs fokussiert.
In den 1990er-Jahren hat er begonnen, daneben auch schnelle Solo-Passagen zu spielen.
Beispiele:
- My Generation (vom Album My Generation) (Rhythmusgitarre mit Verzerrung und Feedback)
- Pinball Wizard (vom Album Tommy) (unverzerrte Rhythmusgitarre und E-Gitarren-Einleitung)
- Who Are You (vom Album Who Are You) (Akustikgitarren-Solo)
- Eminence Front (vom Album It’s Hard) (Solo-E-Gitarre)

### Keyboard
Townshend spielte auch Keyboard, so auf dem Album Who’s Next. Erstmals wurden hier die Sounds des damals noch neuen Synthesizers auf einem Rock-Album derart in den Vordergrund gestellt (beispielsweise bei den Stücken Baba O’Riley und Won't Get Fooled Again).

### Komposition
Seine frühen Kompositionen bringen die Sorgen und Nöte der damaligen britischen Arbeiterjugend (Mods) perfekt auf den Punkt (insbesondere in My Generation). Daneben war Townshend maßgeblich an der Entwicklung der sogenannten Rockoper beteiligt. Auf dem Album A Quick One findet sich zum ersten Mal in der Geschichte der Popmusik eine Folge von Songs, die eine zusammenhängende Geschichte erzählen (A Quick One While He’s Away). Townshend ist außerdem einer der ersten Autoren einer Rockoper in Albumlänge (Tommy, ein Jahr nach der vermutlich ersten Rockoper in Albumlänge, S. F. Sorrow von den Pretty Things).
Der Rolling Stone listete Townshend auf Rang zehn der 100 größten Gitarristen sowie auf Rang 30 der 100 größten Songwriter aller Zeiten.

## Ausrüstung
Townshend verwendete in den Anfangstagen von The Who hauptsächlich Rickenbacker-Gitarren und war in dieser Hinsicht sicherlich von den Beatles-Gitarristen John Lennon und George Harrison beeinflusst. Zunächst spielte er Verstärker der Firma Fender. Für seine klanglichen Vorstellungen boten diese ihm jedoch zu wenig Verzerrung, und so kontaktierte er den damaligen Musikladenbesitzer Jim Marshall, der daraufhin den ersten 100-Watt-Marshall-Verstärker, den „Plexi“, konstruierte. Mit seiner Verwendung von Marshall-Verstärkern setzte Townshend den Trend für eine große Anzahl von Gitarristen der härteren Gangart, insbesondere hat er auch in dieser Hinsicht Jimi Hendrix beeinflusst. Ende der 1960er-Jahre wechselte Townshend zur Gibson SG, die er unter anderem auf dem Live-Gig in Woodstock spielte. Als Gibson die Produktion der von ihm favorisierten SG Special (mit P-90-Singlecoil-Pickups) einstellte, kaufte Townshend zunächst eine große Anzahl der noch verfügbaren Exemplare auf, wechselte jedoch dann zur Gibson Les Paul Deluxe. Nach Marshall wechselte Townshend zu Hiwatt-Verstärkern (unter anderem zu hören auf Live at Leeds) und verwendete dann ab Ende der 1970er-Jahre im Studio hauptsächlich Mesa/Boogie. Mittlerweile verwendet er seit Jahren live fast ständig dieselbe Ausrüstung, nämlich mehrere Gitarren des Typs Fender Stratocaster „Eric Clapton“, modifiziert mit einer „Fishman Powerbridge“ und einem „EMG Preamp“; somit ist die Gitarre eine Stereogitarre. Diese Gitarren benutzt er in verschiedenen Stimmungen mit einem Verstärker vom Typ Fender Vibro-King.
Akustisch spielt Townshend vorzugsweise SJ-200-Modelle der Firma Gibson, die ihm zu Ehren die Pete Townshend SJ-200-Signature-Gitarre herausbrachte.

### Übersicht verwendeter Gitarren
- 1963 bis 1965 • Fender Telecaster und Fender Stratocaster
- 1965 bis 1969 • Rickenbacker 12- und 6-saitig
- 1969 • Fender Electric XII
- ab 1969 • Gretsch (Studio)
- 1969 bis 1974 • Gibson SG Special
- 1974 bis ca. 1988 • Gibson Les Paul Deluxe
- 1981 bis 1983 • Schecter und Roger Giffin Telecaster
- seit 1981 • Fender Telecaster (Studio)
- seit 1989 • Fender Stratocaster (Live und Studio)

## Diskografie
siehe → The Who

### Studioalben
| Jahr | Titel                                  | Höchstplatzierung, Gesamtwochen, AuszeichnungChartplatzierungen (Jahr, Titel, Platzierungen, Wochen, Auszeichnungen, Anmerkungen) | Höchstplatzierung, Gesamtwochen, AuszeichnungChartplatzierungen (Jahr, Titel, Platzierungen, Wochen, Auszeichnungen, Anmerkungen) | Höchstplatzierung, Gesamtwochen, AuszeichnungChartplatzierungen (Jahr, Titel, Platzierungen, Wochen, Auszeichnungen, Anmerkungen) | Höchstplatzierung, Gesamtwochen, AuszeichnungChartplatzierungen (Jahr, Titel, Platzierungen, Wochen, Auszeichnungen, Anmerkungen) | Höchstplatzierung, Gesamtwochen, AuszeichnungChartplatzierungen (Jahr, Titel, Platzierungen, Wochen, Auszeichnungen, Anmerkungen) | Anmerkungen                                              |
| Jahr | Titel                                  | DE | AT | CH | UK | US | Anmerkungen                                              |
| ---- | -------------------------------------- | --- | --- | --- | --- | --- | -------------------------------------------------------- |
| 1972 | Who Came First                         | — | — | — | UK30 (2 Wo.)UK | US69 (17 Wo.)US | Erstveröffentlichung: 6. Oktober 1972                    |
| 1977 | Rough Mix                              | — | — | — | UK44 (3 Wo.)UK | US45 (12 Wo.)US | Erstveröffentlichung: 16. September 1977 mit Ronnie Lane |
| 1980 | Empty Glass                            | — | — | — | UK11 Silber · (14 Wo.)UK | US5 Platin · (30 Wo.)US | Erstveröffentlichung: 21. April 1980                     |
| 1982 | All the Best Cowboys Have Chinese Eyes | — | — | — | UK32 (8 Wo.)UK | US26 (26 Wo.)US | Erstveröffentlichung: 24. Juni 1982                      |
| 1985 | White City: A Novel                    | DE15 Gold · (29 Wo.)DE | AT26 (2 Wo.)AT | CH11 (10 Wo.)CH | UK70 (1 Wo.)UK | US26 Gold · (29 Wo.)US | Erstveröffentlichung: 11. November 1985                  |
| 1989 | The Iron Man: The Musical              | DE39 (12 Wo.)DE | — | — | — | US58 (13 Wo.)US | Erstveröffentlichung: 27. Juni 1989                      |
| 1993 | Psychoderelict                         | — | — | — | — | US118 (2 Wo.)US | Erstveröffentlichung: 15. Juni 1993                      |

grau schraffiert: keine Chartdaten aus diesem Jahr verfügbar

### Weitere Alben
| Jahr | Titel                     | Höchstplatzierung, Gesamtwochen, AuszeichnungChartplatzierungen (Jahr, Titel, Platzierungen, Wochen, Auszeichnungen, Anmerkungen) | Höchstplatzierung, Gesamtwochen, AuszeichnungChartplatzierungen (Jahr, Titel, Platzierungen, Wochen, Auszeichnungen, Anmerkungen) | Höchstplatzierung, Gesamtwochen, AuszeichnungChartplatzierungen (Jahr, Titel, Platzierungen, Wochen, Auszeichnungen, Anmerkungen) | Höchstplatzierung, Gesamtwochen, AuszeichnungChartplatzierungen (Jahr, Titel, Platzierungen, Wochen, Auszeichnungen, Anmerkungen) | Höchstplatzierung, Gesamtwochen, AuszeichnungChartplatzierungen (Jahr, Titel, Platzierungen, Wochen, Auszeichnungen, Anmerkungen) | Anmerkungen                                     |
| Jahr | Titel                     | DE | AT | CH | UK | US | Anmerkungen                                     |
| ---- | ------------------------- | --- | --- | --- | --- | --- | ----------------------------------------------- |
| 1983 | Scoop                     | — | — | — | — | US35 (13 Wo.)US | Erstveröffentlichung: April 1983 Kompilation    |
| 1986 | Deep End Live!            | — | — | — | — | US98 (9 Wo.)US | Erstveröffentlichung: 16. August 1986 Livealbum |
| 1987 | Another Scoop             | — | — | — | — | US198 (1 Wo.)US | Erstveröffentlichung: 8. Juli 1987 Kompilation  |
| 2024 | Live in Concert 1985–2001 | DE23 (1 Wo.)DE | — | — | — | — | Erstveröffentlichung: 26. Juli 2024 Livealbum   |

Weitere Veröffentlichungen
| - 1970: Happy Birthday (mit Ronnie Lane) - 1972: I Am - 1976: With Love - 1982: Pete Listening Time - 1996: The Best of - 1999: Live: A Benefit for Maryville Academy - 2000: Lifehouse Chronicles - 2000: Lifehouse Elements - 2000: Live: Sadler's Wells - 2000: Live: The Fillmore - 2000: Live: The Empire - 2001: Live: La Jolla 22/06/01 - 2001: Live: La Jolla 23/06/01 | - 2001: The Oceanic Concerts - 2001: O' Parvardigar - 2001: Jai Baba - 2001: Scoop 3 - 2002: Scooped - 2003: Live: Bam 1993 - 2004: Live: Brixton Academy '85 - 2005: Gold - 2005: Anthology - 2015: Truancy: The Very Best of |

### Singles
| Jahr | Titel Album                                     | Höchstplatzierung, Gesamtwochen, AuszeichnungChartplatzierungen (Jahr, Titel, Album, Platzierungen, Wochen, Auszeichnungen, Anmerkungen) | Höchstplatzierung, Gesamtwochen, AuszeichnungChartplatzierungen (Jahr, Titel, Album, Platzierungen, Wochen, Auszeichnungen, Anmerkungen) | Höchstplatzierung, Gesamtwochen, AuszeichnungChartplatzierungen (Jahr, Titel, Album, Platzierungen, Wochen, Auszeichnungen, Anmerkungen) | Höchstplatzierung, Gesamtwochen, AuszeichnungChartplatzierungen (Jahr, Titel, Album, Platzierungen, Wochen, Auszeichnungen, Anmerkungen) | Höchstplatzierung, Gesamtwochen, AuszeichnungChartplatzierungen (Jahr, Titel, Album, Platzierungen, Wochen, Auszeichnungen, Anmerkungen) | Anmerkungen                          |
| Jahr | Titel Album                                     | DE | AT | CH | UK | US | Anmerkungen                          |
| ---- | ----------------------------------------------- | --- | --- | --- | --- | --- | ------------------------------------ |
| 1980 | Rough Boys Empty Glass                          | — | — | — | UK39 (6 Wo.)UK | US89 (4 Wo.)US | Erstveröffentlichung: März 1980      |
| 1980 | Let My Love Open the Door Empty Glass           | — | — | — | UK46 (6 Wo.)UK | US9 (19 Wo.)US | Erstveröffentlichung: Juni 1980      |
| 1980 | A Little Is Enough Empty Glass                  | — | — | — | — | US72 (4 Wo.)US | Erstveröffentlichung: September 1980 |
| 1982 | Uniforms All the Best Cowboys Have Chinese Eyes | — | — | — | UK48 (5 Wo.)UK | — | Erstveröffentlichung: August 1982    |
| 1985 | Face the Face White City: A Novel               | DE15 (13 Wo.)DE | — | CH14 (7 Wo.)CH | UK89 (3 Wo.)UK | US26 (16 Wo.)US | Erstveröffentlichung: Oktober 1985   |
| 1985 | Give Blood White City: A Novel                  | DE61 (3 Wo.)DE | — | — | — | — | Erstveröffentlichung: Dezember 1985  |

Weitere Singles
- 1980: Keep on Working
- 1982: Face Dances, Pt. 2
- 1986: Secondhand Love
- 1986: Barefootin
- 1989: A Friend Is a Friend
- 1989: I Won't Run Anymore
- 1993: English Boy
- 1993: I Believe My Own Eyes
- 1993: Don't Try to Make Me Real